# Đại học Quốc gia Pukyong
Đại học Quốc gia Pukyong là một trường đại học quốc gia nằm ở Busan, thành phố lớn thứ hai của Hàn Quốc, vị trí của cảng Busan, Cầu Lớn Gwangan, Bãi biển Haeundae, và Jagalchi. Trường có hai cơ sở chính Daeyeon-dong và Yongdang-dong. Trường nằm gần ven biển của quận Nam Busan. Đại học Pukyong có một truyền thống tập trung vào khoa học thủy sản và các lĩnh vực hàng hải khác.
Đại học Quốc gia Pukyong được hình thành vào năm 1996 từ sự hợp nhất của hai trường đại học quốc gia với lịch sử lâu dài, Đại học Quốc gia thủy sản của Busan được thành lập vào năm 1941 và Đại học Công nghệ  Busan được thành lập vào năm 1924.
Mặc dù chủ yếu là một trường đại học thủy sản, PKNU có 6 trường đại học bao gồm  1 trường Khoa xã hội và nhân văn, 4 chương trình sau đại học với các khóa học thạc sĩ trong 60 phòng ban trong 15 chương trình liên ngành và các khóa học tiến sĩ ở 56 khoa và 12 chương trình liên ngành. Ngoài ra còn có 8 viện nghiên cứu.

## Các trường đại học trực thuộc, các khoa và phân khoa

### Chuyên ngành tự do toàn cầu
Tất cả các ngành thuộc ngành xã hội nhân văn, ngành kinh doanh toàn cầu, ngành tự nhiên

### Khoa xã hội và nhân văn
Có các khoa: Khoa văn học Hàn Quốc, khoa văn học ANH, khoa văn học Nhật Bản, ngành sử học, khoa kinh tế (ngành kinh tế học, ngành kinh tế thông tin tài nguyên học),
khoa Luật, khoa hành chính, khoa khu vực quốc tế(ngành hỗ trợ và phát triển quốc tế, ngành châu Âu Bắc Mỹ học, ngành Trung Quốc học), khoa truyền thông báo chí, khoa chính trị đối ngoại, khoa giáo dục mầm non, khoa thiết kế thị giác,khôa thiết kế công nghiệp, kha thiết kế thời trang.

### Khoa Khoa học tự nhiên
Ngành toán học ứng dụng, ngành thống kê, khoa hóa học, ngành vi sinh vật học, ngành điều dưỡng học, ngành thể thao trên biển.

### Khoa khoa học Kỹ thuật
Ngành kiến trúc, ngành kiến trúc kỹ thuật công nghệ, ngành phân tử kỹ thuật cao, ngành công nghiệp hóa học, ngành khoa học kỹ thuật kim loại, ngành khoa học kỹ thuật cơ khí, ngành kỹ thuật hệ thống cơ khí, ngành kỹ thuật thiết kế cơ khí, ngành công nghệ kỹ thuật đông lạnh, ngành kỹ thuật hệ thống chữa cháy, ngành kỹ thuật kinh doanh công nghiệp, ngành công nghệ dịch vụ kỹ thuật, ngành công nghệ nguyên vật liệu, ngành công nghệ hệ thống vật liệu mới, ngành khoa học kỹ thuật ứng dụng kết hợp công nghệ thông tin, ngành kỹ thuật công nghệ an toàn, ngành y học, ngành kỹ thuật hiển thị dung hợp, ngành khoa học kỹ thuật in ấn, ngành khoa học kỹ thuật điện, ngành khoa học kỹ thuật điện tử, ngành công nghệ thông tin truyền thông, ngành công nghệ điều khiển đo lường, ngành công nghệ hệ thống đóng tàu, ngành công nghệ máy tính, ngành khoa học kỹ thuật cơ bản, ngành công nghệ hóa học.

### Khoa kinh doanh
Ngành quản trị kinh doanh, ngành kế toán - tài vụ, ngành quản trị du lịch, ngành thương mại quốc tế, ngành lưu thông thương mại quốc tế, ngành kinh doanh quốc tế

### Khoa khoa học thủy sản
Ngành công nghệ thực phẩm, ngành công nghệ vật liệu mới sinh - hải dương học, ngành sản xuất hải dương học, ngành cảnh sát hải dương, ngành công nghệ máy móc, ngành công nghệ đông lạnh, ngành công nghệ nuôi trồng, ngành công nghệ ngư nghiệp, ngành tài nguyên sinh học, ngành dinh dưỡng thực phẩm, ngành y học sự sống thủy sản

### Khoa môi trường hải dương học
Ngành công nghệ môi trường, ngành công nghệ hải dương học, ngành khoa học môi trường trái đất, ngành khoa học khí quyển môi trường, ngành công nghệ tài nguyên năng lượng, ngành công nghệ hệ thống thông tin không gian, ngành công nghệ sinh thái.
- Năm 2016 trường đại học quốc gia Pukyong vinh dự được nhận quyết định thành lập khối đại học thủy sản thế giới thuộc liên hợp quốc và được trang bị toàn bộ máy móc và công nghệ khoa học kỹ thuật tiên tiến nhất.

## Ký túc xá
1. Cơ sở vật chất hiện có
Hiện tại, trường có hai khu ký túc xá thuộc cơ sở deayoen và yongdang:
- Số phòng ở: có 1371 phòng cho ký túc xá thuộc cơ sở deayoen (122 phòng vip + 1149 phòng 2 người/ phòng) và 261 phòng cho ký túc xá thuộc cơ sở yongdang (Phòng có 2 giường một cho 2 người ở).
- Trang thiết bị: Có giường nằm, tủ lạnh, bàn, tủ quần áo, điện thoại, mạng LAN internet, phòng vệ sịnh và phòng tắm khép kín.
- Tháng 3 năm 2016, trường khánh thành 1 tòa ký túc xá mới tại cơ sở deayoen-dong với sức chứa 1011 người nâng tổng số người  có thể ở tại deayoen-dong lên 3.309 người
2. Chi phí sinh hoạt
Chi phí cho mỗi học kỳ(3 tháng) là khoảng 1200USD bao gồm tiền phòng, tiền điện, nước và ăn ngày ba bữa.
3. Ưu đãi đối với sinh viên nước ngoài

phòng ký túc xá tại cơ sỏ deayoen-dong

Nhà trường ưu tiên cho sinh viên nước ngoài được vào ở ký túc xá trước, sau đó, nếu thừa phòng thì sinh viên Hàn Quốc mới được đăng ký vào.

## Tin tức nóng gần đây
Hiệu trưởng nhiệm kỳ thứ 6 đại học quốc gia Pukyong
Giáo sư Kim Young Seop, giáo sư của Đại học Quốc gia Pukyong tại Busan, được chính thức bổ nhiệm làm hiệu trưởng nhiệm kỳ thứ sáu. Vào ngày 02 tháng 9, Bộ Giáo dục công bố rằng họ đã bổ nhiệm giáo sư Kim Young Seop là hiệu trưởng nhiệm kỳ thứ sáu thông qua quá trình bổ nhiệm hiệu trưởng trường đại học quốc gia. nhiệm kỳ bốn năm của ông sẽ kết thúc vào ngày 01 tháng 9 năm 2020.
- Những ngành kĩ thuật ở khu vực Yongdang sẽ hoàn toàn chuyển về khu vực Deayeon vào năm 2018. Nhằm nâng cao tính cạnh tranh, trường đại học quốc gia Pukyong đang có kế hoạch phát triển Deayeon Campus thành nơi học tập và nghiên cứu của các ngành kĩ thuật và Yongdang Campus sẽ trở thành khu công nghiệp tập trung nghiên cứu chuyên sâu. Quá trình chuyển về hoàn tất, hạ màn cho một đại học công nghiệp ở Yongdang campus có lịch sử 32 năm kể từ khi hình thành. Nhưng thay vào đó khoảng không gian rộng 330,605 m2 sẽ được sử dụng để làm phòng nghiên cứu.
-Trường đại học thủy sản quốc tê Liên hợp Quốc
Thành phố Busan và trường đại học pukyong đã thành công trong việc nhận quyền thành lập trường đại học thủy sản quốc tê Liên Hợp Quốc.
Ngày 19.4.2016, Bộ Hải dương và Thủy sản đã phát biểu về kết quả điều tra ba khu vực jeju, chongnam, busan, 3 nơi đang cạnh tranh trong cuộc đua để chọn lựa vị trí xây dựng trường đại học thủy sản quốc tế trực thuộc bộ lương lương thục và nông nghiệp Liên Hợp Quốc,. Theo đó, Busan(trường đại học quốc gia Pukyong) đã được lựa chọn là vị trí tọa lạc của trường thủy sản quốc tế Liên Hợp Quốc.
Trong tương lai gần sẽ được thành lập các luật đặc biệt liên quan tới việc hỗ trợ vận hành, trường đại học thủy sản quốc tế Liên Hợp Quốc, sau đó thông qua các bước của nghị quyết cuộc họp của FAO vào tháng 7/2017, và dự kiến sẽ thành lập trường quốc tế thủy sản Liên Hợp Quốc tại trường quốc gia Pukyong taeyon campus vào năm 2018.
 Hiện nay những trường đại học trực thuộc Liên Hợp Quốc bao gồm, đại học hang hải quốc tế Thụy Điển, đại học liên hợp quốc tế Nhật Bẩn. Trường đại học quốc tế thủy sản sẽ trở thành trường đại học trực thuộc liên hợp quốc đầu tiên được thành lập của lĩnh vực thủy sản nói riêng.
Phát triển công nghệ hàn Super-tig
Việc sáng tạo ra công nghệ hàn mới đã phá vỡ khuôn mẫu của ngành công nghiệp trong 70 năm qua và nó được phát triển bởi Giáo sư Sang Myung Myung, Khoa Kỹ thuật hệ thống vật liệu tiên tiến, Đại học Quốc gia Pukyong. Công nghệ này, có thể làm giảm đáng kể chi phí hàn của bể chứa LNG,  đã được Hiệp hội chứng nhận Đức (DNV GL)-  một cơ quan chứng nhận toàn cầu phê chuẩn.
Dự án hợp tác giữa các trường đại học và công nghiệp theo định hướng xã hội (LINC + business) của đại học quốc gia Pukyong
Dự án tài trợ của trường đại học là một dự án do chính phủ tài trợ, thúc đẩy hệ thống hợp tác giữa các trường đại học, dựa trên sức mạnh chuyên môn của các trường đại học, nuôi dưỡng các cá nhân tài năng phù hợp với nhu cầu của doanh nghiệp. Kể từ khi Đại học Quốc gia Pukyong được chọn vào năm 2017, 398 giáo sư và 12.470 sinh viên từ 45 phòng khoa đã tham gia. Đặc biệt, các hợp đồng chuyển giao công nghệ, bao gồm 80 điều kiện với 17 ngành, đã được ký kết với các công ty.
Đại học quốc gia Pukyong được chọn để đào tạo nguồn nhân lực năng lượng của Bộ Thương mại, Công nghiệp và Năng lượng
Đại học Quốc gia Pukyong được Bộ Thương mại, Công nghiệp và Năng lượng chọn làm đội dự án để thiết kế vật liệu và quy trình phát triển hệ thống vận tải năng lượng. Theo đó trường sẽ nhận được số tiền đầu tư 2,3 tỷ won trong 5 năm tới. Vận chuyển năng lượng được đề cập đến là vật liệu và hệ thống được sử dụng để sản xuất, lưu trữ và cung cấp năng lượng
Phòng phỏng vấn VR' đã được xây dựng trong PKNU
Đại học Quốc gia Pukyong đã thiết lập và vận hành một hệ thống phỏng vấn VR (Thực tế ảo) cho sinh viên đại học ở Busan.  Trung tâm phát triển nguồn nhân lực của Đại học Pukyong cũng cung cấp dịch vụ hậu tư vấn cho sinh viên sử dụng các cuộc phỏng vấn VR kết hợp với Trung tâm việc làm của trường.
Phòng phỏng vấn VR' đã được xây dựng trong PKNU
Đại học Quốc gia Pukyong đã thiết lập và vận hành một hệ thống phỏng vấn VR (Thực tế ảo) cho sinh viên đại học ở Busan.  Trung tâm phát triển nguồn nhân lực của Đại học Pukyong cũng cung cấp dịch vụ hậu tư vấn cho sinh viên sử dụng các cuộc phỏng vấn VR kết hợp với Trung tâm việc làm của trường.
FAO muốn gì để thành lập trong PKNU
  FAO và chính phủ Hàn Quốc đã thành lập một ban chỉ đạo để thảo luận về việc thành lập trường đại học với giám đốc dự án thí điểm của Đại học Thủy sản Thế giới.  Đại học Thủy sản Thế giới được đặt tên là University Đại học Thủy sản Thế giới FAO.  Ủy ban họp sáu tháng một lần để điều phối các dự án thí điểm như cử nhân, quản trị và tài chính, cũng như mở Đại học Thủy sản Thế giới.
Dự án thí điểm chung với FAO, lần đầu tiên được tiến hành, sẽ được vận hành trong ba học kỳ sớm nhất là vào học kỳ mới vào năm tới.
PKNU là khuôn viên 'Hot Pink' ngay bây giờ!
The Pink Campus, một lễ hội hoa anh đào mùa xuân tại Đại học Quốc gia Pukyong, được coi là Đại học Hoa anh đào xinh đẹp, đã được tổ chức thành công.  Đại học Quốc gia Pukyong là một trong những trường đại học tốt nhất về truyền thông và SNS.